# Anální kuličky

Použití klasických análních kuliček

Anální kuličky (anglicky: Anal beads) jsou erotickou pomůckou, která sestává z množství malých kuliček vyrobených z různých materiálů (PVC, plast, gel, pryž, silikon, sklo, kov), které jsou vzájemně propojeny a používají se při dráždění řitního otvoru. V zásadě se dělí na klasický typ, což jsou zpravidla kuličky, které jsou mezi sebou svázané provázkem, na jejichž konci se nachází kroužek, za který se kuličky vytahují. U tohoto typu jsou všechny kuličky stejně velké. Druhým typem je thajský řetěz, na němž jsou mezi sebou kuličky spojeny tyčkou vyrobenou ze stejného materiálu. Jejich velikost se zpravidla postupně zvětšuje. Příjemný pocit vzniká následkem tlaku kuličky na anální svěrač a na jeho následné uvolnění poté, co kulička projde ven.

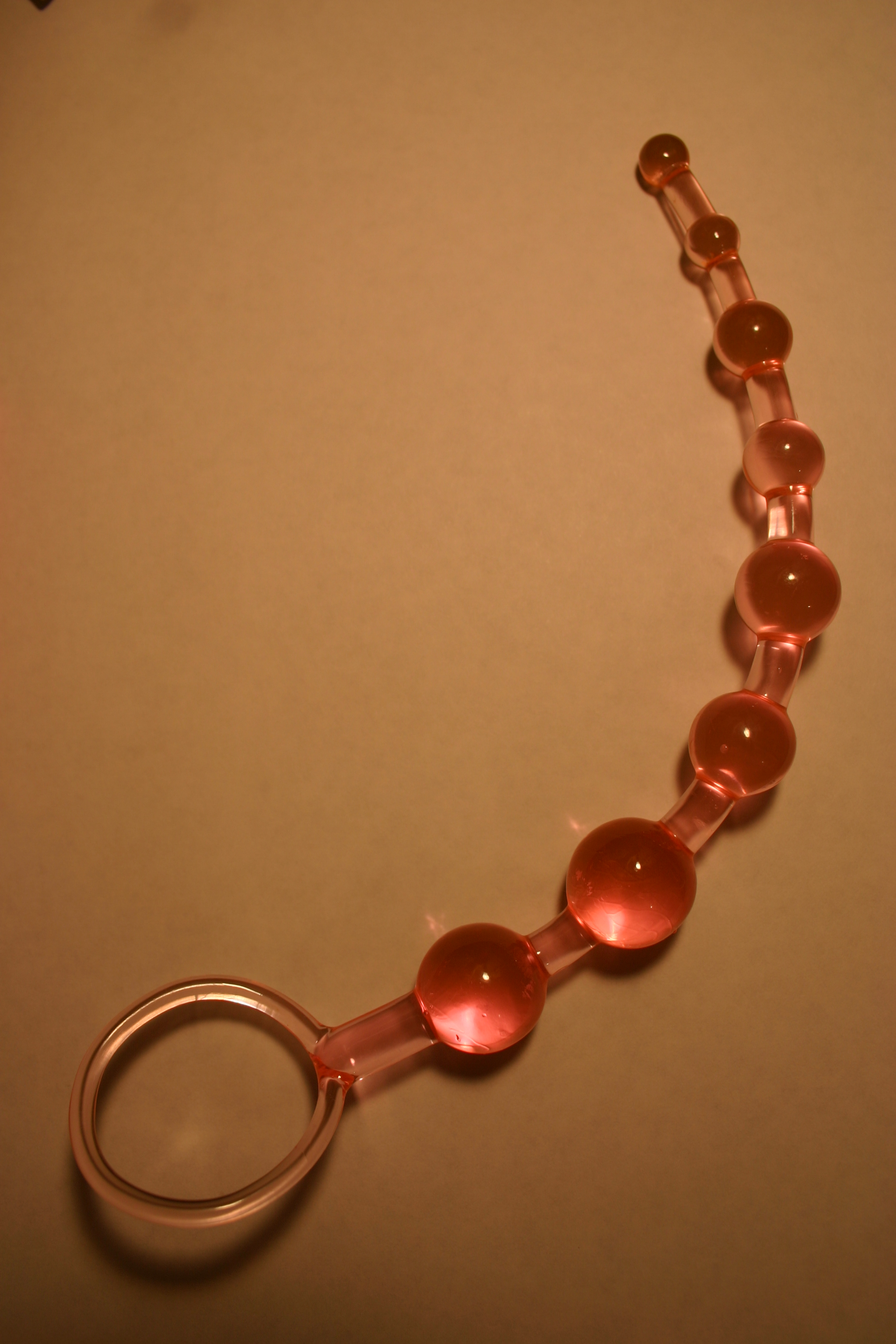
Thajský řetěz
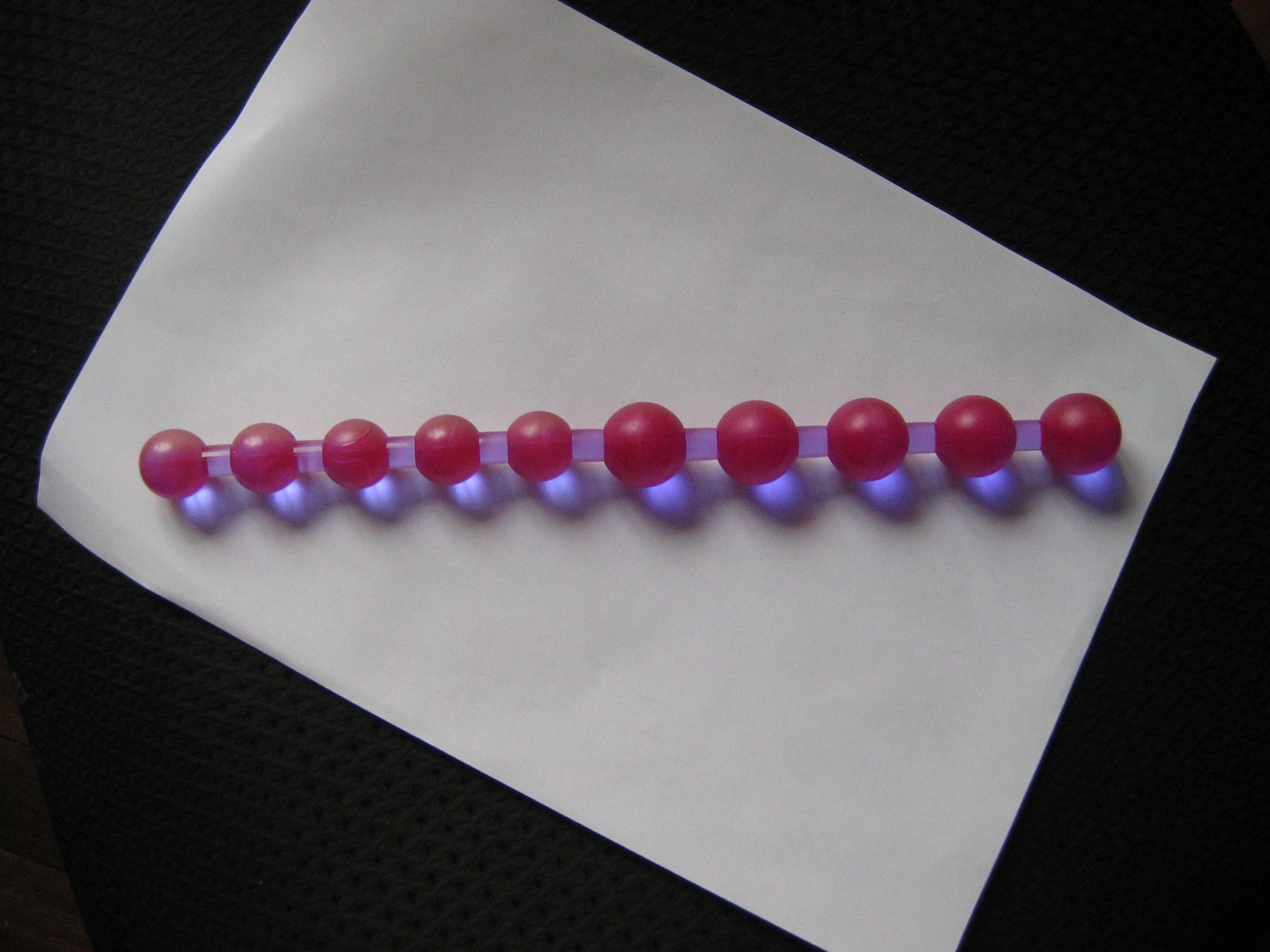
Thajský řetěz